# Kvarteret Äpplet

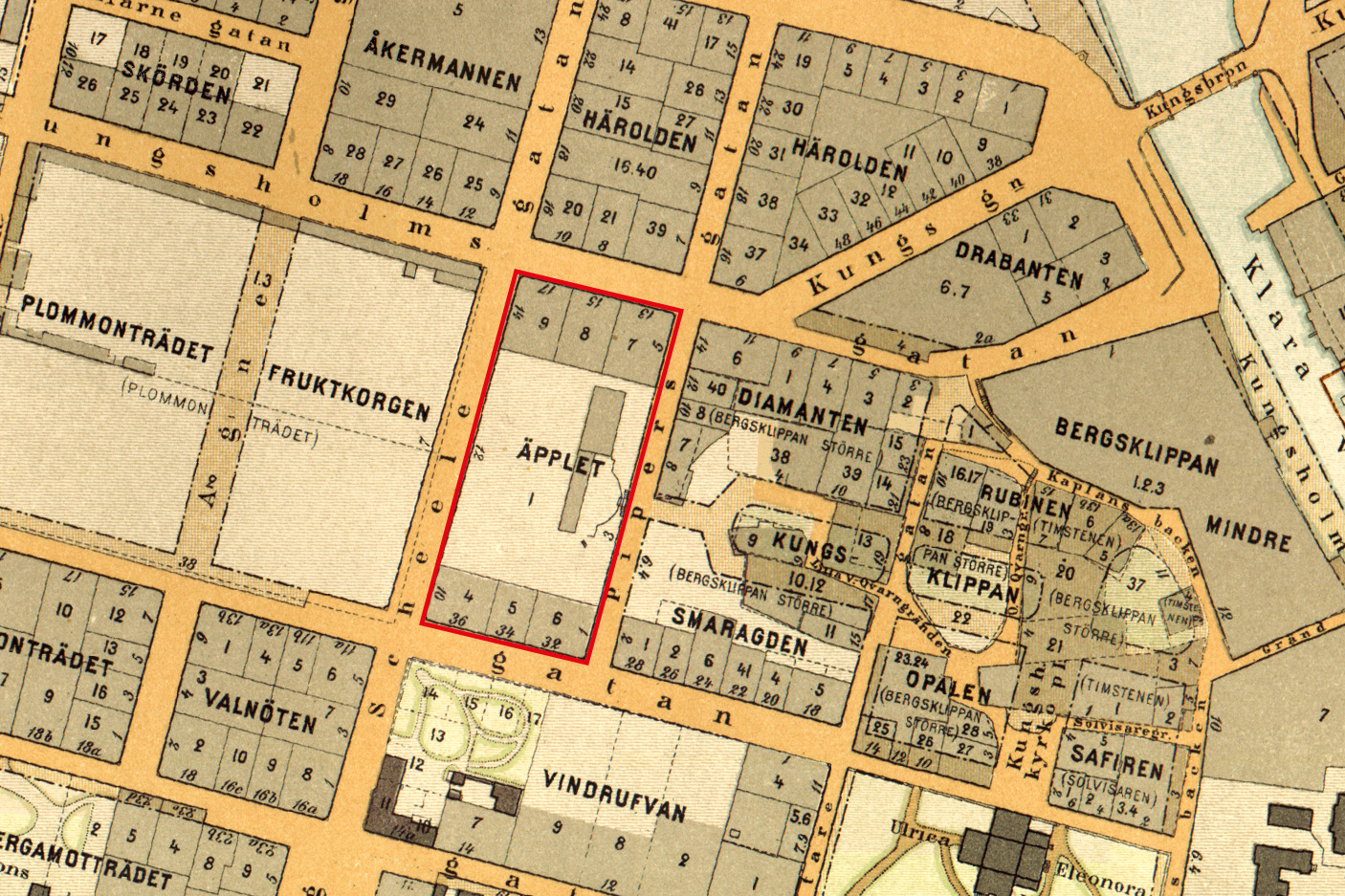
Kvarteret Äpplet på Kungsholmen i Stockholm på Alfred Bentzers karta från 1899. Senare har den mellersta och norra delen avskilts till kvarteret Piperska muren.

Kvarteret Äpplet är ett kvarter på Kungsholmen i Stockholm. Det omges av Scheelegatan i öster, Coldinutrappan i norr, Pipersgatan i väster och Bergsgatan i söder.
Kvarteret består av sex fastigheter som är bebyggda med bostadshus i 5–6 våningar, tre uppförda i början av 1880-talet och tre på 1920-talet.

## Historia
Äpplet är ett av Kungsholmens äldsta kvarter, inritat på kartor redan på 1600-talet. Namnet är belagt första gången på 1690-talet som Q:t Äpplet i stadsingenjören Johan Cortmans tomtbok över Kungsholmen. Cortman är sannolikt upphovsmannen till många av de äldre kvartersnamnen på Kungsholmen. Flera fick namn efter trädgårdsväxter, som Morellträdet, Fikonträdet och Vindruvan. Cortman inspirerades sannolikt av vad han såg hos stadsdelens många  trädgårdsmästare. 
Ungefär när Cortman i mitten på 1690-talet gick runt på Kungsholmen och gjorde sin tomtbok övertogs kvarteret Äpplet, som då bestod av bara en tomt, av greve Carl Piper och hans hustru Christina Piper (1673–1752). På tomten skapade de den barockträdgård som senare blev känd som Piperska muren. Tomten hade tidigare ägts av hustruns farbror, justitieborgmästaren Michael Törne (1638–1694). Också på hans tid var tomten en trädgård, men sannolikt enklare till sin utformning och förmodligen mer inriktad på nyttoväxter (kanske äpplen).
Kvarteret Äpplet var länge större än i dag och omfattade också kvarteret Piperska muren i norr. På 1920-talet anlades gränderna Coldinutrappan och Amarantertrappan som delade Äpplet i tre kvarter. Det södra behöll namnet Äpplet, det mellersta fick namnet Piperska muren eftersom det huvudsakligen bestod av den gamla trädgården och det norra namnet Päronet som en pendang till Äpplet. Piperska muren och Päronet har senare slagits samman till ett nytt kvarter, också kallat Piperska muren.

## Fastigheter och hus

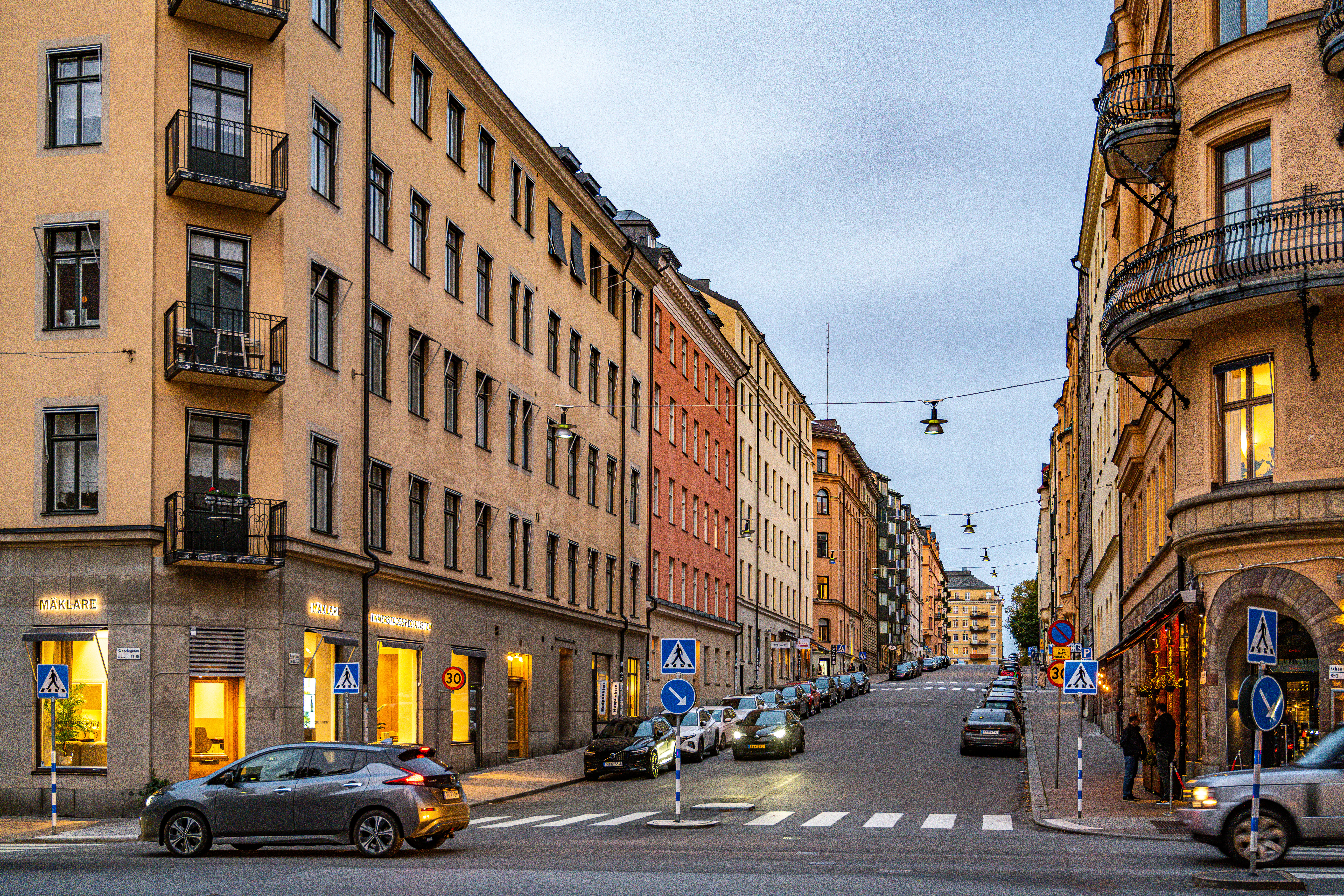
Bergsgatan österut från Scheelegatan med fastigheterna Äpplet 4, 5 och 6 på vänster sida. Husen uppfördes 1880–82. Fasaderna har senare kraftigt förenklats. 13 oktober 2022.

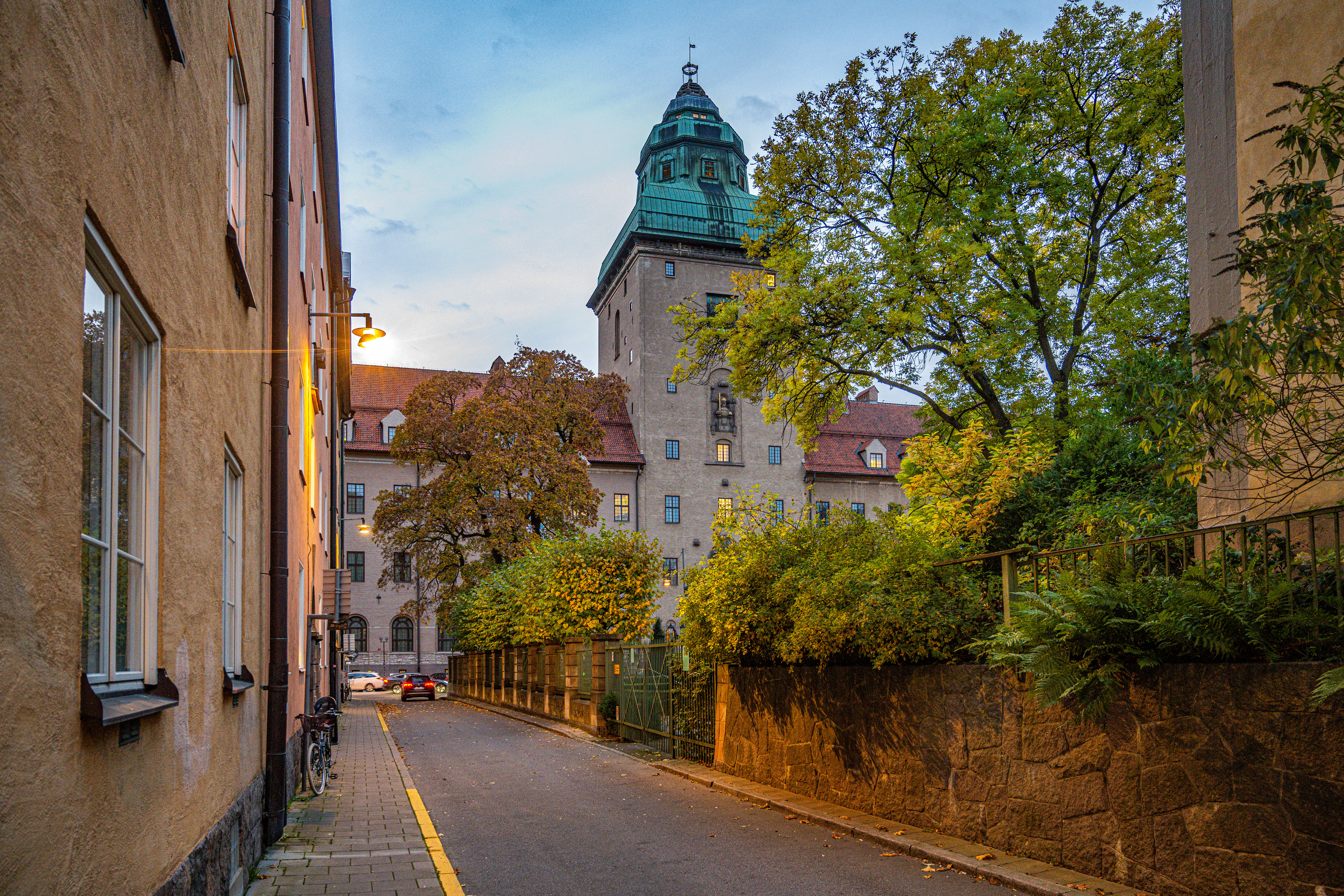
Gränden Coldinutrappan med fastigheten Äpplet 10 till vänster och Piperska muren till höger. I bakgrunden Rådhuset. 13 oktober 2022.

Här följer en lista på de fastigheter som funnits i kvarteret Äpplet. Också nu försvunna fastigheter har tagits med för att förklara de nuvarande numren. Existerande fastigheter skrivs med versal stil.
- Äpplet 1, omfattade ursprungligen hela kvarteret. En remsa i norr utmed nuvarande Kungsholmsgatan styckades av 1760 till Äpplet 2. På 1800-talet gjordes en motsvarande avstyckning i södra ändan utmed Bergsgatan, vilket skapade fastigheten Äpplet 3. På 1920-talet avstyckades från den återstående mellandelen ytterligare två remsor i anslutning till de tidigare. Den i norr blev fastigheterna Päronet 1–3 och den i söder Äpplet 10–12. Resten av mellandelen blev fastigheten Piperska muren 1 när kvarteret på 1920-talet delades och namnändrades. Fastigheten, ofta benämnd Piperska muren, ägs sedan 1807 av Coldinuorden.

- Äpplet 2, avstyckad 1760 från Äpplet 1, belägen utmed Kungsholmsgatan och delad i slutet av 1800-talet i Äpplet 7, 8 och 9.

- Äpplet 3, tomten var på 1860-talet en trädgård men delades senare i tre tomter, Äpplet 4, 5 och 6, som i början av 1880-talet bebyggdes med bostadshus.

- ÄPPLET 4, hörnet Bergsgatan 36–Scheelegatan 10, tillkom på 1870-talet när Äpplet 3 delades och bebyggdes 1880–82 med ett bostadshus efter ritningar av Johan Sjöqvist. Huset byggdes 1907 på med en våning, fasaden har senare blivit kraftigt förenklad.

- ÄPPLET 5, Bergsgatan 34, tillkom på 1870-talet när Äpplet 3 delades och bebyggdes 1881–82 med ett bostadshus efter ritningar av Johan Sjöqvist. Fasaden blev kraftigt förenklad 1948.

- ÄPPLET 6, hörnet Bergsgatan 30 och 32–Pipersgatan 9, tillkom på 1870-talet när Äpplet 3 delades och bebyggdes 1881–82 med ett bostadshus, troligen efter ritningar av Johan Sjöqvist. Byggdes 1937 på med en våning och fasaden blev ”fullständigt hyvlad”.

- Äpplet 7, Kungsholmsgatan 25, tillkom i slutet av 1800-talet när Äpplet 2 delades, blev på 1920-talet Päronet 6 och slogs senare samman med Päronet 4 och 5 till Päronet 8, vilket ändrades till Piperska muren 3 när kvarteret Päronet uppgick i Piperska muren.

- Äpplet 8, Kungsholmsgatan 27 och 29, tillkom i slutet av 1800-talet när Äpplet 2 delades, blev på 1920-talet Päronet 5 och slogs senare samman med Päronet 4 och 6 till Päronet 8, vilket ändrades till Piperska muren 3 när kvarteret Päronet uppgick i Piperska muren.

- Äpplet 9, Kungsholmsgatan 31, tillkom i slutet av 1800-talet när Äpplet 2 delades, blev på 1920-talet Päronet 4 och slogs senare samman med Päronet 5 och 6 till Päronet 8, vilket ändrades till Piperska muren 3 när kvarteret Päronet uppgick i Piperska muren.

- ÄPPLET 10, hörnet Coldinutrappan 1–Pipersgatan 11, tillkom på 1920-talet som en avstyckning från Äpplet 1 och bebyggdes 1926 med ett bostadshus efter ritningar av Josef Östlihn.

- ÄPPLET 11, Coldinutrappan 3, tillkom på 1920-talet som en avstyckning från Äpplet 1 och bebyggdes 1925 med ett bostadshus efter ritningar av Josef Östlihn.

- ÄPPLET 12, hörnet Coldinutrappan 5–Scheelegatan 12, tillkom på 1920-talet som en avstyckning från Äpplet 1 och bebyggdes 1925–26 med ett bostadshus efter ritningar av Josef Östlihn.

### Tryckt litteratur
- Kungsholmen östra. Byggnadsinventering. Stockholm: Stockholms stadsmuseum. 1990. sid. 249–252

### Webbreferenser
- ”Jämför kartor”. Stockholmskällan. Stockholms stad. https://stockholmskallan.stockholm.se/sok/?q=&map=true&alternatemap=true.